# Miguel Sánchez-Dalp
Miguel Sánchez-Dalp y Calonge (Aracena, 1871-Sevilla, 1961) fue un político, empresario y aristócrata español, diputado a Cortes por la provincia de Sevilla y presidente del Ateneo de Sevilla. Llegó a ostentar el título nobiliario de I conde de Torres de Sánchez-Dalp.

## Biografía
En su juventud, practicó la escultura y se relacionó con Antonio Susillo.

### Atentado
El 5 de abril de 1936 sufrió un atentado en Sevilla. Según informó la prensa, en una dependencia del Gobierno Civil, el empresario fue amenazado, pistola en mano, por un obrero de La Rinconada llamado Antonio González Ruiz, que fue detenido.

### Palacio Sánchez Dalp

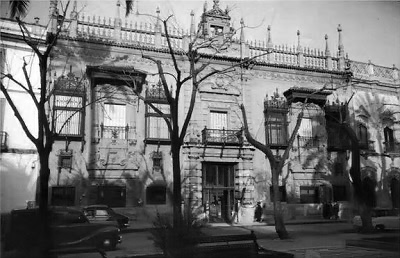
Fachada del palacio

El palacio de los Sánchez-Dalp fue un edificio construido a principios del siglo XX en la ciudad de Sevilla por Miguel Sánchez Dalp. Proyectado por el arquitecto Simón Barris y Bes en estilo regionalista – mudéjar estaba ubicado en la plaza del Duque de la Victoria, entre el palacio del marqués de Palomares y el Colegio de Alfonso X. Estos tres edificios fueron demolidos en 1967 para construir la primera tienda de El Corte Inglés en la ciudad.